# 廣枝音右衛門
廣枝音右衛門（日語：廣枝 音右衛門）（1905年12月23日—1945年2月23日），是日治台灣時期派駐在竹南郡的日本人警察。他在大東亞戰爭末期，以自身性命換得2000名台灣青年存活，因而在苗栗縣獅頭山勸化堂有牌位常年奉祀。

## 生平
他在明治三十八年（1905）生於神奈川縣足柄下郡片浦村（今小田原市）。逗子市的開成中學畢業後，考入日本大學預科。昭和三年（1928）四月，以幹部候補生入伍，至佐倉市步兵第57聯隊服役，他滿期除隊時的階級是軍曹。退役後，他到湯河原町的小學擔任教師。昭和五年（1930），他通過考試，成為臺灣總督府的巡查。
他在台灣期間，歷任有新竹州新竹警察署警部補（1939-1940）、大溪郡役所警察課警部補（1941）、大湖郡役所警察課警部（1942）。
之後，他擔任新竹州竹南郡政主任勤務，同時大東亞戰爭形勢擴大，有2000名的台灣青年被編入「海軍巡查隊」，他擔任巡查隊隊長。昭和十八年（1943）12月8日上午，廣枝隊長率領海軍巡查隊，自高雄港乘特務艦武昌丸（Busho Maru，由商船改裝），在菲律賓甲米地港上岸。1945年2月，美軍在馬尼拉登陸，日軍被包圍三週後節節敗退。當時海軍巡查隊的每個人被發給刺突爆雷，並收到衝往敵軍戰車與其全員玉碎的命令，但廣枝隊長卻暗中與當時的台灣人小隊長劉維添（1922-2013）向美軍談判。23日下午，他對巡察隊指示向美軍投降，自己承擔責任開槍自殺，年40歲。

## 後續

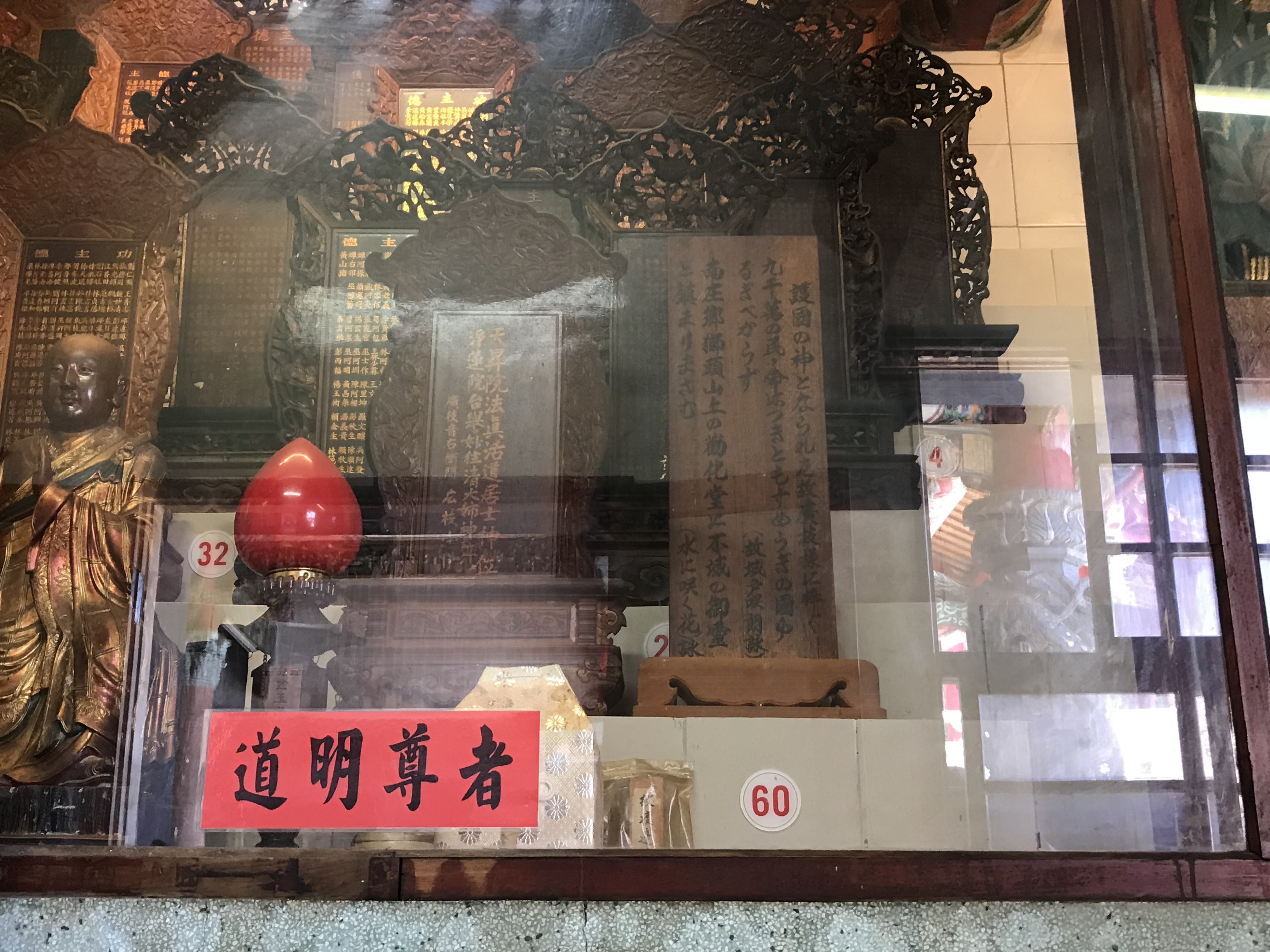
廣枝音右衛門夫妻牌位

1976年起，當時的小隊長劉維添開始組織倖存者每年祭拜廣枝隊長，並在獅頭山勸化堂供奉他的牌位。劉維添1985年返回廣枝在馬尼拉的自戕現場，將現地靈土交付遺族取代遺骨。1988年，廣枝夫人逝世後也以擲筊的方式向廣枝隊長牌位請示，同意將夫人姓名同刻上牌位。隨著時間推移，眾人先後逝世，至2006年後，只剩劉維添一人。2013年，劉維添逝世後由女婿王銘文（2023年逝世）與其家族成員繼承遺願。時至今日仍與廣枝家遺族、親友保持聯繫，時常來台祭祀。

## 外部連結
廣枝音右衛門氏慰霊祭的Facebook專頁